# 卡洛尼
卡洛尼（希臘語：Καλλονή）是希腊北愛琴大區莱斯沃斯专区西莱斯沃斯市镇的一个市区及同名村庄，为该市镇的行政中心，位于莱斯沃斯岛上。市区面积为241.946平方公里，2011年人口数量为8,504人，同名村庄的人口数量则为1,978人。
卡洛尼村位于莱斯沃斯岛中部的卡洛尼湾北岸约三公里处。卡洛尼市区大部分位于海湾的西岸。2010年之前卡洛尼为一个单独的市镇。2011年地方政府改革后岛上所有的市镇合并为莱斯沃斯市镇，卡洛尼成为该市镇的一个市区。2019年的改革后，莱斯沃斯市镇一分为二，卡洛尼成为西莱斯沃斯市镇的一个市区。